# تصویربرداری چندطیفی

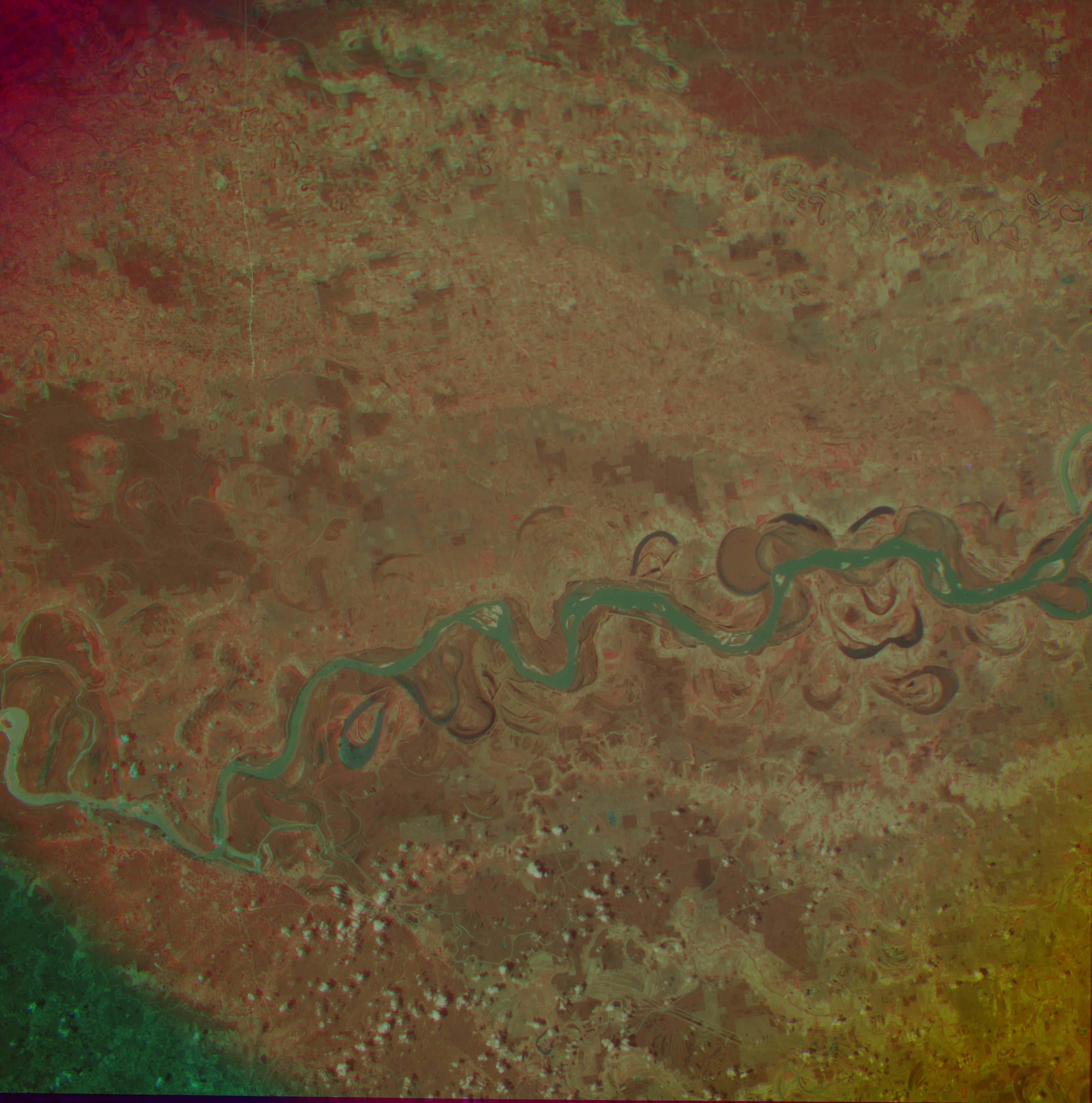
تصویر چندطیفی بخشی از رود می‌سی‌سی‌پی که با ترکیب سه تصویر فضاپیمای آپولو ۹ در سال ۱۹۶۹ در طول موج‌های اسمی مختلف (۸۰۰ نانومتر/فروسرخ، ۶۴۵ نانومتر/سرخ، و ۵۲۵ نانومتر/سبز) تهیه شده است.

تصویربرداری چندطیفی (انگلیسی: Multispectral imaging) داده‌های تصویر را در محدوده طول موج خاصی در سراسر طیف الکترومغناطیسی می‌گیرد. طول موج‌ها ممکن است توسط فیلترها از هم جدا شوند یا با استفاده از ابزارهایی که به طول موج‌های خاص از جمله نور فرکانس‌های فراتر از محدوده نور مرئی مانند فروسرخ و فرابنفش حساس هستند، شناسایی شوند. با این کار می‌توان اطلاعات بیشتری را استخراج کرد که چشم انسان نمی‌تواند با گیرنده‌های مرئی سرخ، سبز و آبی خود، آن‌ها را دریافت کند. تصویربرداری چندطیفی در اصل برای تشخیص و شناسایی اهداف نظامی ساخته شد. پلتفرم‌های اولیه تصویربرداری مبتنی بر فضا از فناوری تصویربرداری چندطیفی برای نقشه‌برداری جزئیات زمین مربوط به مرزهای ساحلی، پوشش گیاهی و شکل‌های زمین استفاده می‌کردند. تصویربرداری چند طیفی در تحلیل اسناد و نقاشی نیز کاربرد پیدا کرده‌است.
تصویربرداری چند طیفی نور را در تعداد کمی (معمولاً ۳ تا ۱۵) از باندهای طیفی اندازه‌گیری می‌کند. تصویربرداری فراطیفی یک مورد خاص از تصویربرداری طیفی است که در آن اغلب صدها باند طیفی به هم پیوسته در دسترس هستند.